# Френк Фарреллі

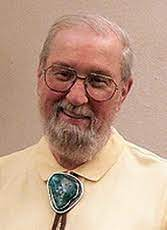
Френк Фарреллі

Френк Фарреллі (англ. Frank Farrelly; 26 серпня 1931, Сент-Луїс, Міссурі — 10 лютого 2013, Мадісон, Вісконсин) — американський соціальний працівник, психотерапевт, засновник методу провокативної терапії.

## Біографія
Народився в сім'ї ірландсько-американського походження як дев'ята дитина з дванадцяти. Здобув ступінь магістра з клінічної соціальної роботи в Католицькому університеті Америки (Вашингтон).
З 1960-х років працював у психіатричній лікарні Мендота (Мадісон), де спеціалізувався на роботі з пацієнтами, що мали тяжкі розлади та вважалися "безнадійними". Паралельно вів приватну практику та викладав клінічну соціальну роботу в Університеті Вісконсину.

## Провокативна терапія
Концепція провокативної терапії сформувалася у процесі клінічної роботи Фарреллі з пацієнтами з хронічними психічними розладами. Ключовий перелом у терапевтичній методології стався на початку 1960-х років, коли він, працюючи з хронічно хворим на шизофренію пацієнтом, застосував парадоксальний прийом — активне погодження з негативною самооцінкою клієнта, що викликало у останнього протестну реакцію самозахисту.
У 1974 році опублікував фундаментальну працю "Provocative Therapy" у співавторстві з Джеффрі Брандсмою, де теоретично обґрунтував власний метод.
Терапевтична система Фарреллі характеризується:
- Застосуванням парадоксальних інтервенцій
- Використанням гумору як терапевтичного інструменту
- Прийняттям ролі "адвоката диявола"
- Поєднанням вербальної провокації з невербальною підтримкою
- Мобілізацією ресурсів клієнта через механізм опору[8]

Метод класифікується як різновид короткострокової терапії з елементами когнітивно-поведінкового підходу, проте має виразну емоційну компоненту.

## Вплив та спадщина
Терапевтичний підхід Фарреллі вплинув на розвиток нейролінгвістичного програмування: Річард Бендлер і Джон Ґріндер включили його до кола своїх "майстер-моделей". Послідовники адаптували методологію до суміжних сфер: Ноні Гьофнер розвинула "провокативний стиль", а Яап Голландер — "провокативний коучинг".
Фарреллі проводив тренінги та семінари з провокативної терапії в США та Європі, вперше представивши свій підхід у Великій Британії лише у 2004 році. Після смерті Фарреллі його спадщина зберігається та розвивається Ніком Кемпом, який отримав особистий архів терапевта.